# Редкая
Редкая (укр. Рідка) — село в Теофипольском районе Хмельницкой области Украины.
Население по переписи 2001 года составляло 202 человека. Почтовый индекс — 30621. Телефонный код — 3844. Занимает площадь 0,803 км². Код КОАТУУ — 6824780202.

## Местный совет
30621, Хмельницкая обл., Теофипольский р-н, с. Бережинцы, ул. Центральная